# Horváth Ica (színművész, 1905)
Horváth Ica (Debrecen, 1905. december 20. – 1943 után) magyar színésznő, szubrett.

## Pályafutása
Horváth Ferenc színházi szabó és Fukár Jusztina leányaként született. A debreceni Dóczy-intézetben végzett, ahol okleveles tanítónő képzettséget szerzett.
1922-ben Rákosi Szidi színész- és filmiskolájának növendéke volt, ahol 1923 júliusában végzett, a vizsgaelőadásról szóló kritika kiemelte játékát. 1925-ben szerződött a Magyar Színházhoz, ahol több darabban is szerepelt. 1926 elején a Royalban tartott színészbálon megnyerte a táncverseny első díját, egy hatalmas ezüst serleget. Partnere dr. Péchy Dani (Pécsi Dániel), az ismert nevű ping-pong bajnok volt. 1926-ban Budapest divatkirálynője második udvarhölgyévé választották. 1928-ban a Vígszínház rendes tagja lett. 1929-ben egy meggypiros roadstar Fiat gépkocsi volt a tulajdonában, amellyel versenyen is részt vett, és Grand Prix-győzelméért ezüstszalagot kapott. 1942-ben a Műszínkör társulatában lépett fel. 1943-ban Galetta Ferenc társulatának tagja volt.
Vay Ilus (született Horváth Ilona) részben az ő hatására vette fel anyja családnevét művésznévként elkerülendő a névazonosságot, mert abban az időben már két Horváth Ica színésznő is működött.

## Színházi szerepei
- Zilahy Lajos: A világbajnok (Rózsi)
- Kálmán Imre–Leo Stein–Gábor Andor: Csárdáskirálynő (Juliska)
- Kálmán Imre–Julius Brammer–Alfred Grünwald: Marica grófnő (Ilka)
- Petőfi Sándor–Bakonyi Károly–Kacsóh Pongrác–Heltai Jenő: János vitéz (Egy leány)
- Bakonyi Károly–Szirmai Albert–Gábor Andor: Mágnás Miska (Kati néni, szakácsnő)
- Békeffy István–Stella Adorján: Janika (Szobalány)
- Eisemann Mihály: Alvinci huszárok (Cecília)

## Forrás
- Magyar Színművészeti Lexikon (1929-1931, szerk. Schöpflin Aladár)